# Iñigo Martínez Berridi
Iñigo Martínez Berridi (Ondarroa, 17 de maig de 1991) és un futbolista professional basc que juga en la posició de defensa central a l'Al-Nassr saudita.
Ha passat la major part de la seva carrera professional amb la Reial Societat, jugant-hi 238 partits (17 gols marcats) en totes les competicions després de debutar-hi als 20 anys. El gener de 2018, va fitxar per l'Athletic Club, amb qui va guanyar la Supercopa d'Espanya 2020-21 i va arribar a dues finals de la Copa del Rei.
És internacional amb la selecció espanyola, amb la qual va debutar el 2013.

## Carrera de club
Natural de la localitat d'Ondarroa, va començar a jugar a l'equip de la seva localitat, l'Aurrerá d'Ondarroa. El 2006 va fitxar per la Reial Societat quan estava a la categoria cadet i es va formar a les categories inferiors del club des de llavors.

### Reial Societat
Ja des de la categoria juvenil es movia en la posició de defensa central, alternant amb el centre del camp, i el 2009 va ascendir al filial de l'equip, la Reial Societat B, amb la qual va jugar la Tercera Divisió espanyola. Va ser un dels jugadors revelació del filial aquella temporada, que a més va ser la de l'ascens de l'equip a la Segona Divisió B del futbol espanyol, aconseguint a més a més convertir-se en el defensa central titular. La temporada 2010-11 va consolidar-se a l'equip i va desmarcar-se com una de les promeses més destacades dels canterans de l'equip. Les seves actuacions van provocar que durant aquesta temporada debutés amb la selecció espanyola de futbol sub-20.
El juny del 2011 la Reial Societat va renovar-lo fins al 30 de juny del 2015. Aquell mateix estiu va realitzar la pretemporada amb el primer equip de la Reial, convertint-se, a més a més, en el jugador revelació del moment. L'entrenador txuri urdin, Philippe Montanier, va decidir prendre en consideració la possibilitat de pujar Martínez a la primera plantilla, però se li va mantenir la fitxa del filial.
El 27 d'agost del 2011 va debutar a la Lliga BBVA a l'estadi d'El Molinón en la primera jornada, l'Sporting de Gijón 1 - Reial Societat 2. Va marcar el seu primer gol amb el primer equip de la Reial el 2 d'octubre de 2011 a Anoeta en el derbi basc contra l'Athletic Club des del seu propi camp. El 27 de novembre va marcar un altre gol des del mig del camp al Betis.
Durant la primera volta d'aquell any va jugar habitualment com a defensa central titular, fet que va conduir a la Reial a donar-li fitxa del primer equip durant el mercat d'hivern de la temporada 2011 - 2012. Íñigo Martínez abandonava, doncs, el dorsal del filial i passava a jugar amb el número 6 a l'esquena. Titular indiscutible la resta de temporada, l'1 d'abril va patir un esquinç al genoll i la fractura del menisc en xocar amb Diego Costa, jugador del Rayo Vallecano. Es va estimar que estaria de baixa entre 3 i 4 mesos, de manera que acabava per a ell la seva primera temporada a l'elit.
Aquest debut tan espectacular li va ser reconegut en ser inclòs en l'onze d'or del Futbol Draft 2011, que entrega la Reial Federació Espanyola de Futbol.
El 26 d'abril de 2016, Martínez va signar un nou contracte per cinc anys amb la Reial Societat.

### Athletic Club
El 30 de gener de 2018, Martínez va fitxar per l'Athletic Club, que va pagar els 32 milions d'euros de la seva clàusula de rescissió, amb un contracte fins al 2023. Els 32 milions eren més o menys la meitat de la quantitat rebuda el mateix dia del Manchester City FC, que havia fitxat el central del l'Athletic Aymeric Laporte. Va debutar el 4 de febrer, jugant el partit sencer de lliga en una derrota per 0-2 a fora contra el Girona FC.
Durant l'octubre de 2018, Martínez va cometre dues faltes castigades amb penal en dos derbis bascos en lliga, ambdós concedits pel VAR – el primer en una derrota per 3–1 contra la Real Sociedad i el segon en un empat 1–1 a fora contra la SD Eibar.
Martínez va marcar el seu primer gol per l'Athletic (en el seu partit número 85) en partit de lliga contra el Betis el 20 de juny de 2020. Més tard va cometre un penal, però l'equip rival el va fallar.
Jugant contra el seu antic club, la Real Sociedad, a la Final de la Copa del Rei de futbol 2020, Martínez hi va tenir un paper destacat, va estar a punt de marcar amb un xut de llarga distància a la primera part, va cometre unes mans a la vora de l'àrea que van estar a punt de ser penal – la revisió del VAR va establir que van ser fora de l'àrea – i més tard va cometre penal sobre Portu. Fou expulsat per l'àrbitre, però una altra revisió del VAR va establir que no havia evitat una ocasió de gol deliberadament, i la targeta vermella es va canviar per una groga. El penal va acabar en gol, i la Real va guanyar la copa per 1–0. Després del partit, va felicitar els seus excompanys, i fou destacat als mitjans per la seva esportivitat.

### FC Barcelona
El 5 de juliol del 2023, el FC Barcelona va anunciar el fitxatge de Martínez en qualitat de lliure traspàs, amb un contracte de dos anys i una clàusula de recissió de 400 milions d'euros. El seu inici es va veure obstaculitzat per una lesió al peu que va requerir cirurgia poc després de la seva arribada, cosa que va retardar el seu debut i el va relegar a la cinquena opció al central darrere de Ronald Araújo, Andreas Christensen, Eric García i Jules Koundé. Va debutar finalment entrant com a suplent per Christensen a la segona part en partit de lliga, el 3 de setembre de 2023, a fora contra el CA Osasuna. El seu primer partit com a titular va tenir lloc 23 dies després en un empat 2-2 fora de casa contra el RCD Mallorca, i va acabar la seva campanya de debut amb 25 aparicions en totes les competicions.
Martínez va esdevenir titular habitual a l'inici de la temporada 2024–25 amb el nou entrenador Hansi Flick, després de les lesions d'Araújo i Christensen. Va marcar el seu primer gol tant amb el club com en competicions europees l'1 d'octubre de 2024, en una victòria per 5-0 contra el Young Boys a la fase de lligueta de la Lliga de Campions de la UEFA 2024-25.
El 13 de març de 2025, Martínez va acordar un nou contracte fins al 30 de juny de 2026, després d'haver assolit la titularitat indiscutible al centre de la defensa, fent parella amb Pau Cubarsí. Seria posteriorment titular en la final de la Copa del Rei 2024-25 que el Barça va guanyar al Madrid per 3-2, a l'Estadi de La Cartuja de Sevilla.

## Carrera internacional

### Selecció espanyola
El juliol del 2012 va ser convocat per la selecció espanyola de futbol per representar Espanya als Jocs Olímpics de Londres 2012, una competició en què el combinat espanyol va caure eliminat en la primera lligueta, essent Martínez expulsat en el primer partit, a més a més. Va formar part de l'equip sub-21 espanyol que va guanyar el Campionat d'Europa sub-21 el 2013
Martínez va debutar amb la selecció absoluta el 14 d'agost del 2013, substituint a la segona part Sergio Ramos en un amistós contra l'Equador (2-0). Entre setembre de 2018 i març de 2021 fou convocat en onze ocasions, set d'elles com a titular; no obstant, no va ser inclòs en la llista de 24 convocats per Luis Enrique per a l'Eurocopa 2020 (endarrerida un any per la pandèmia de COVID-19 a Europa) quan es va anunciar el 24 de maig, declarant el jugador que no estava del tot content amb la seva situació física en haver-se perdut diversos partits amb el seu club durant la temporada i que s'havia arribat a un acord entre ell, l'organisme nacional i l'Athletic perquè no participés.

### Selecció del País Basc
Ha estat internacional en vuit ocasions amb la selecció del País Basc, debutant el desembre de 2011 davant Tunísia. L'octubre del 2018 es va veure immers en una polèmica en jugar un amistós davant Veneçuela, amb la selecció tricolor, després d'haver estat descartat per problemes físics per a la concentració de la selecció espanyola.

## Estil de joc
Martínez ha estat comparat amb Carles Puyol, i destaca per la seva habilitat jugant amb el cap, malgrat la seva relativa poca alçada d'1,82 m. També és conegut per la seva capacitat d'interceptar, liderar, i habilitat per llegir els partits.

## Palmarès
Athletic Club
- 1 Supercopa d'Espanya: 2021[44]

FC Barcelona
- 1 Supercopa d'Espanya: 2025[45]
- 1 Copa del Rei: 2024–25[29][30]
- 1 Lliga espanyola: 2024-25

Selecció espanyola
- 1 Campionat d'Europa sub-21: 2013[34]